# Burștîn
Burștîn (în ucraineană Бурштин) este oraș regional în regiunea Ivano-Frankivsk, Ucraina.

## Demografie
Componența lingvistică a orașului Burștîn
     Ucraineană (97,39%)
     Rusă (2,43%)
     Alte limbi (0,12%)
Conform recensământului din 2001, majoritatea populației orașului Burștîn era vorbitoare de ucraineană (97,39%), existând în minoritate și vorbitori de rusă (2,43%).